# Tubala
Koordinaten: 58° 57′ N, 22° 46′ O
Tubala ist ein Dorf (estnisch küla) in der Landgemeinde Hiiumaa (bis 2017: Landgemeinde Pühalepa). Es liegt auf der zweitgrößten estnischen Insel Hiiumaa (deutsch Dagö).

## Einwohnerschaft und Lage
Tubala hat 79 Einwohner (Stand 31. Dezember 2011). Es liegt sechs Kilometer südöstlich der Inselhauptstadt Kärdla.
Durch das Dorf fließt der Fluss Nuutri (Nuutri jõgi).

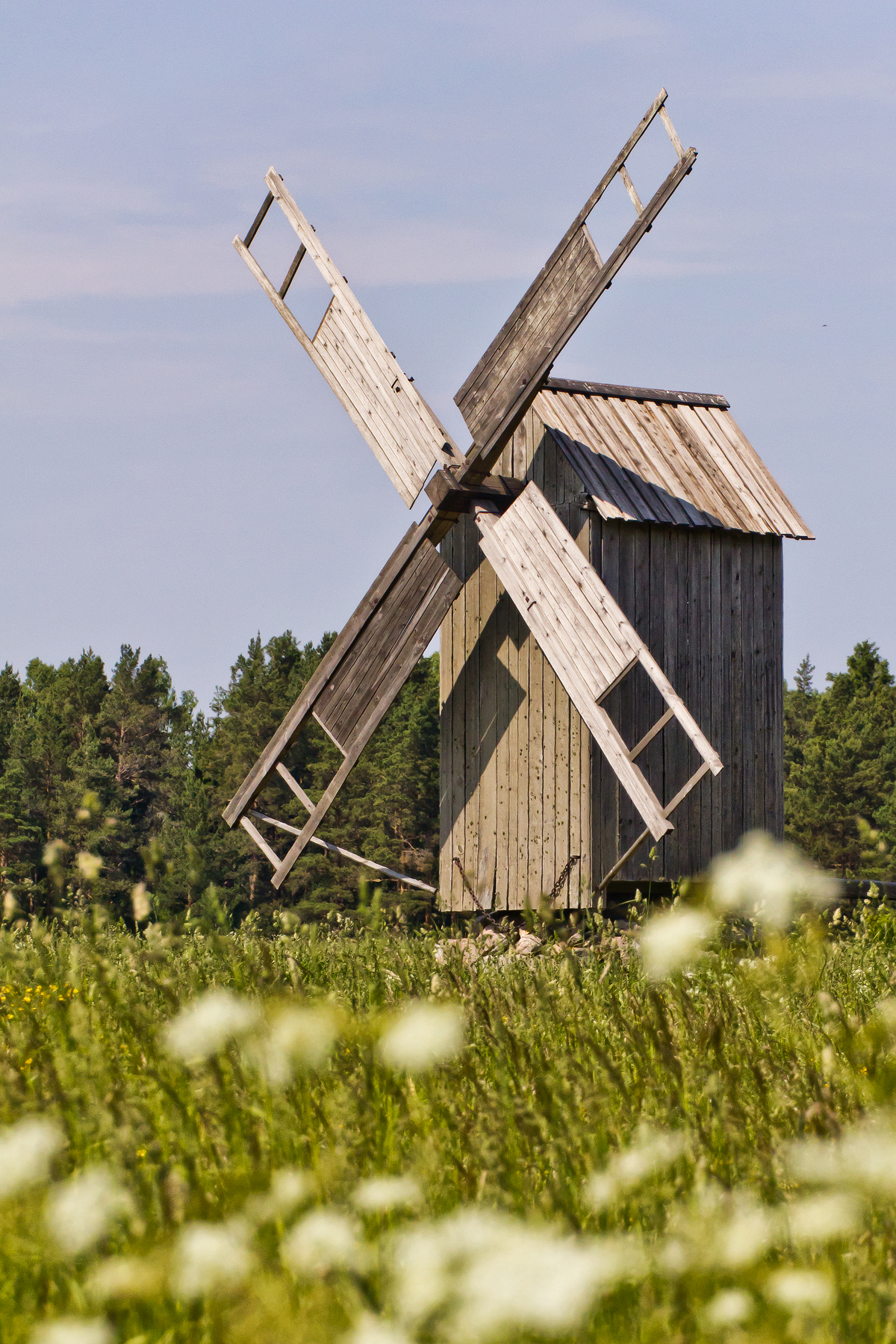
1886 erbaute Windmühle von Tubala
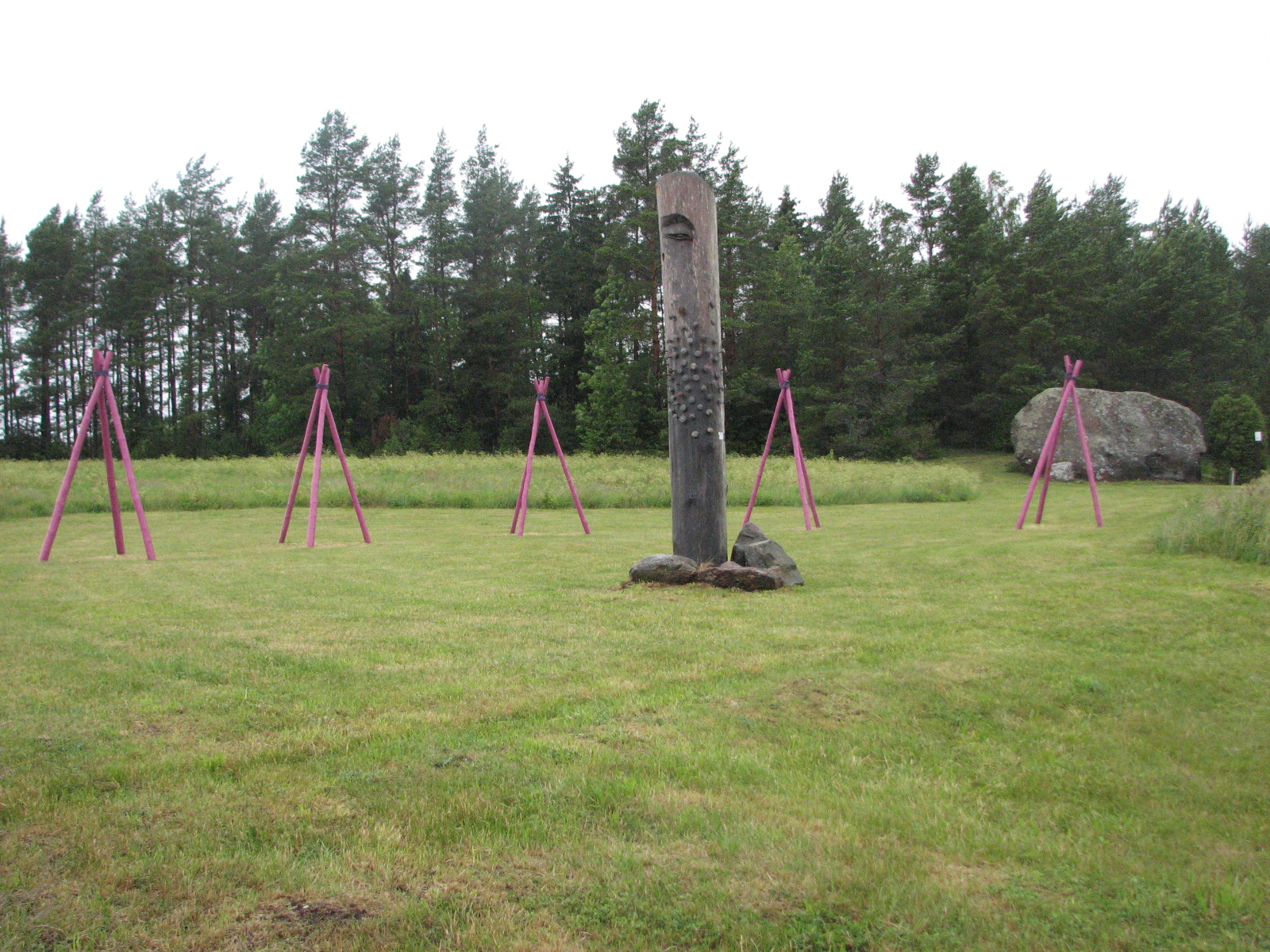
Anker von Tubala
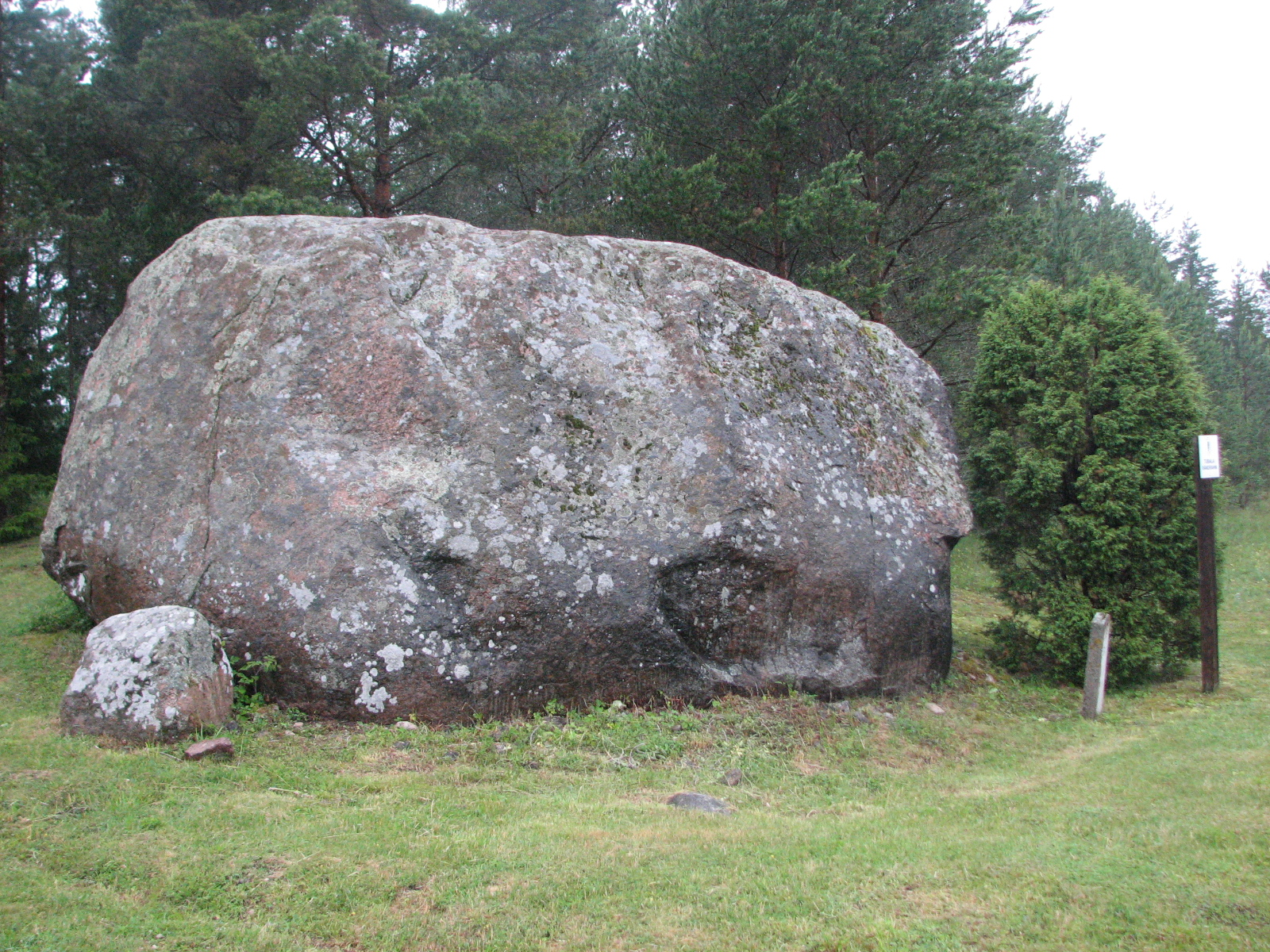
Findling

## „Anker von Hiiumaa“
Tubala ist vor allem für einen länglichen und mit Nägel bespickten Pfahl etwa 20 Meter westlich der Straße Kärdla–Käina bekannt. Der Legende nach verankert das Holz die Insel auf dem Meeresgrund und verhindert so das Wegdriften Hiiumaas. Der Pfosten wurde 2003 wiederhergestellt. Jedes Jahr am 28. Juli werden neue Nägel eingeschlagen. Sie tragen den Namen der Mäzene, die finanziell zum Erhalt der Kultur Hiiumaas beigetragen haben.

## Findling
In unmittelbarer Nähe zum „Anker von Hiiumaa“ befindet sich ein geschützter Findling (estnisch Tubala rändrahn). Der sechstgrößte Findling auf Hiiumaa ist 6,8 Meter lang, 4,7 Meter breit und 3,5 Meter hoch. Sein Umfang beträgt 20 Meter und sein Volumen 67 Kubikmeter. 